# Alfred Franzen
Alfred Franzen (8. oktober 1864 i Varde – 9. februar 1924 i Randers) var en dansk sagfører og bankdirektør.
Han var søn af lærer Jens Jensen Franzen og Hustru Hertha Lund og tog 1880 forberedelseseksamen ved Københavns Universitet. I et år var han kontorist hos sagfører Harck, Varde, derefter på Skads Herreds kontor, blev 1884 exam. jur. og var 1885-88 fuldmægtig hos prokurator Andreas Bredstrup i Randers. 1889 fik han bestalling som sagfører i Randers og praktiserede der til sin død. Han var direktør for Randers Diskonto- og Laanebank.
Han var gift med Jenny Hennings (23. december 1867 i Randers – 7. november 1937 i Hellerup) datter af vinhandler Johan Kristian Hennings og Hustru Anne Margrete Krohn.